# Villa Farnesina

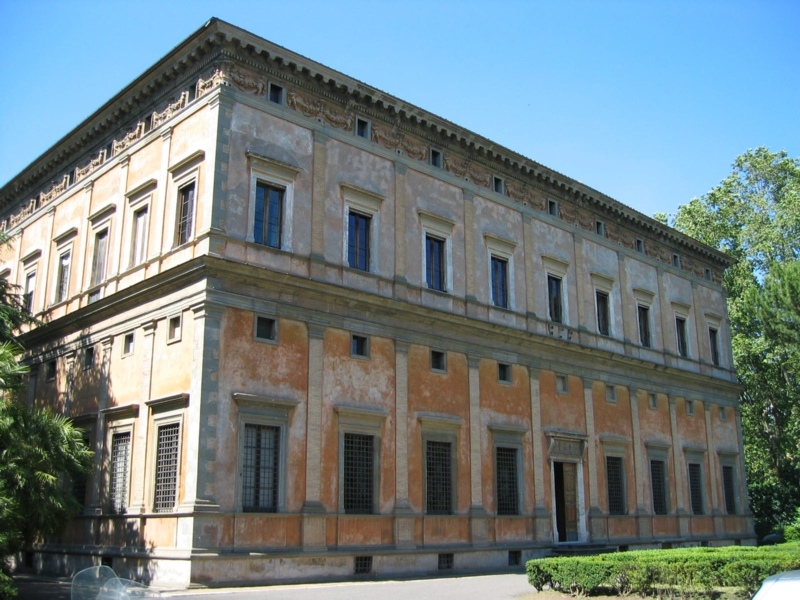
De Villa Farnesina

De Villa Farnesina is een landhuis uit het begin van de 16e eeuw in Rome. Het is gebouwd in een u-vorm en ligt in de ruim aangelegde Farnese-tuin. In het huis bevinden zich allerlei beroemde werken van bijvoorbeeld Rafaël en Baldassare Peruzzi.

## Ligging
De Villa Farnesina is op de westelijke oever van de Tiber gesitueerd. De villa ligt in de wijk Trastevere aan de voet van de Gianicolo. Het vroegere landhuis zelf ligt aan de Via della Lungara en is omringd door bouwwerken als de Porta Settimiana, een poort voor paus Alexander VI, het Palazzo Corsini en het Casa della Fornarina, (het huis van de maîtresse van Rafaël) en aan de oostzijde door de rivier de Tiber.
Rondom het huis liggen de geheel symmetrische Farnesetuinen met twee grote fonteinen in het midden.

## Geschiedenis
De villa is gebouwd tussen 1506 en 1510. De architect was de Sienees Baldassare Tommaso Peruzzi. Hij werkte in opdracht van Agostino Chigi, een rijke Sienese bankier en handelaar. Aan het interieur hebben verschillende personen gewerkt, onder wie de schilder Rafaël, Peruzzi zelf en Giovanni Antonio Bazzi. Rafaël schilderde zijn fresco van de nimf Galatea rond 1513. Na de dood van Chigi lag het huis er enige tijd verlaten bij. Het kon dan ook tijdens de Sacco di Roma, de plundering van Rome in 1527, makkelijk leeggeroofd worden. In 1577 kocht kardinaal Alessandro Farnese het huis om met zijn gezin in te wonen. Sindsdien heet het landhuis 'Villa Farnesina'. Later behoorde het toe aan de Bourbons, de heersers van Napels. In 1861 werd de Spaanse ambassadeur in Rome de eigenaar. Nu beheert de Italiaanse staat het huis en biedt het onderdak aan de Accademia dei Lincei, een academie voor de wetenschappen, en tot 2008 het 'Gabinetto dei Disegni e delle Stampe', museum voor tekeningen en schilderijen. De villa is geopend voor bezoekers.

## Het doel van de kunstwerken
Er wordt gezegd dat de villa en haar decoraties duiden op Chigi’s wens om geassocieerd te worden met de patriciërs uit het oude Rome. Enkele wetenschappers denken dat een deel van de schilderingen verwijzen naar Chigi’s eigen leven en zijn pas gesloten huwelijk. De thema’s van de schilderingen zouden ook kunnen komen uit de ‘Stanze’ van de dichter Angelo Poliziano. Het is dus niet bekend wat het precieze doel van de kunst in Villa Farnesina was.

## Kamers

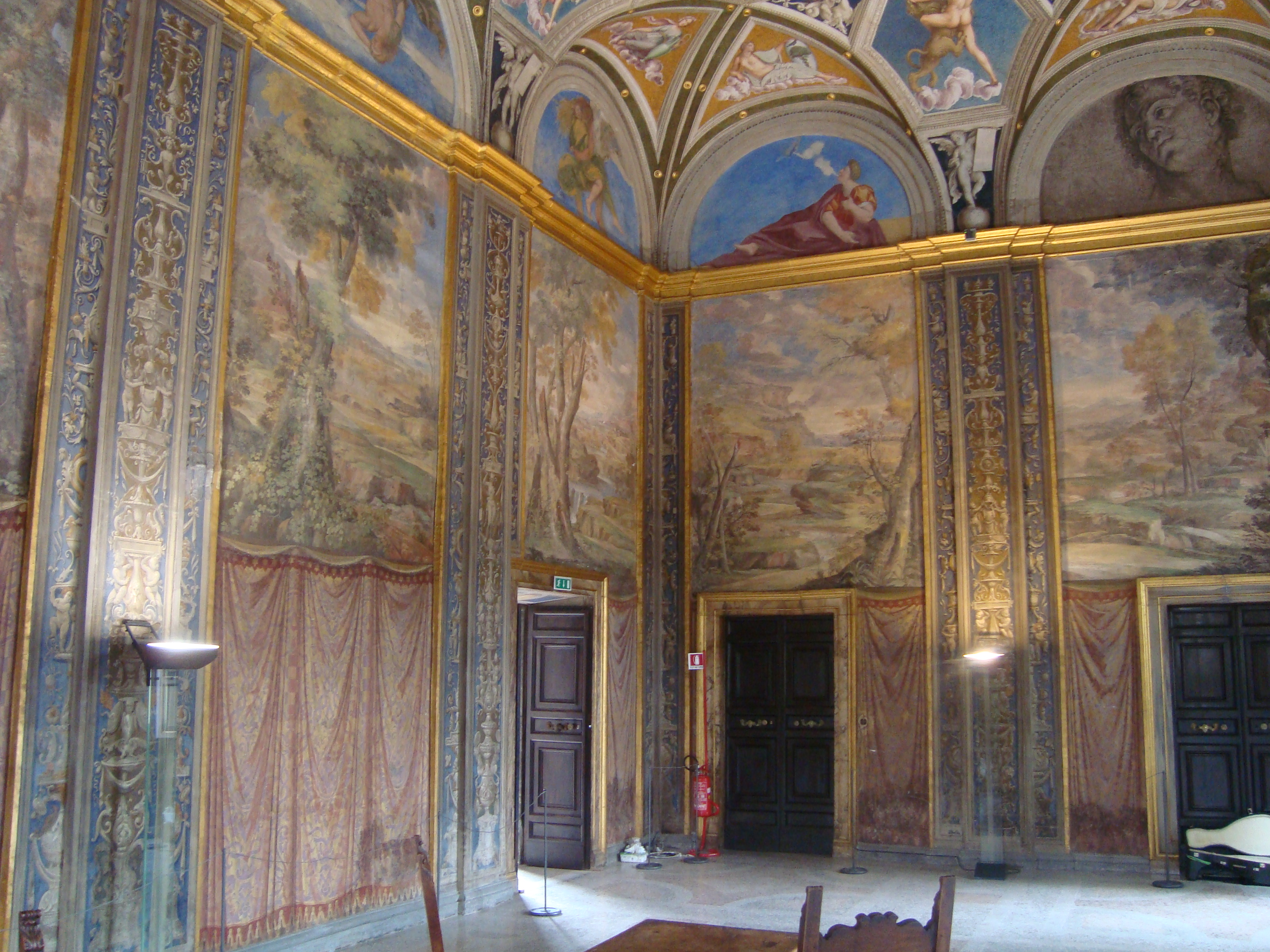
Sala Galatea

### Sala Galatea
Dit is een zaal op de begane grond, die eerst een open loggia was. De ruimte is vooral bekend vanwege Rafaëls fresco van de nimf Galatea uit circa 1513. Het fresco toont de nimf die in een schelp over de oceaan reist. De schelp wordt getrokken door twee dolfijnen die omringd worden door cupido’s. Op het rijk bewerkte plafond is de stand van de sterren en planeten geschilderd op het moment van de geboorte van Chigi.

### Loggia van Eros en Psyche
Dit is een ruimte die Rafaël het aanzien gaf van een pergola in de zomer met fruit en bloemen. Op het plafond zijn twee grote fresco’s afgebeeld: ‘Het huwelijk van Eros en Psyche’ en ‘De vergadering der goden’. In een van de hoeken is ‘De drie Gratiën’ te zien, een fresco van drie vrouwen. Degene die met haar rug naar de toeschouwers staat, is mogelijk Chigi’s maîtresse. Op de lunetten (halvemaanvormige bogen) zijn de verschillende stadia van Psyches moeilijke relatie met de jaloerse moeder van Eros, Afrodite.

### Sala della Prospettive

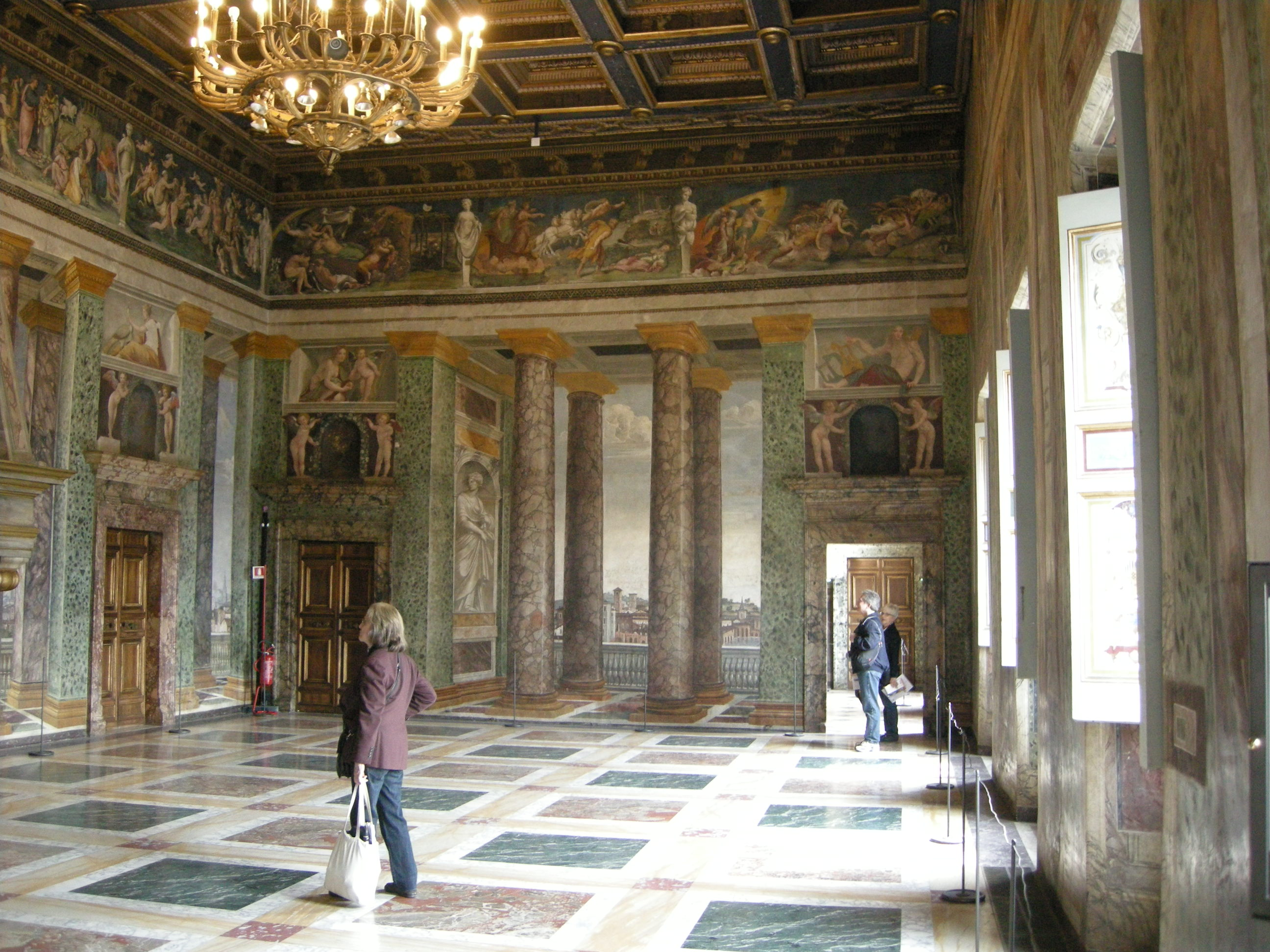
Sala della Prospettive

Deze ruimte is de woonkamer en is gelegen op de eerste verdieping. Peruzzi speelde hier met de relatie tussen binnen en buiten en maakte gebruik van de trompe l’oeil-stijl. Op de fresco’s zijn enkele bouwwerken uit Rome te zien, zoals de ‘Porta Settimiana’, een aquaduct en de campanile van de Santa Maria in Trastevere. Naast het stedelijk aspect zit er ook een landelijk aspect in de fresco’s.
Duitse soldaten die hier tijdens de Sacco di Roma (1528) ingekwartierd lagen, hebben hun namen in de muur gekrast.
Boven is langs alle muren een fries geschilderd met veel afbeeldingen uit de Metamorphosen van Ovidius. Op de luiken van de ramen zijn grotesken aangebracht: schilderingen van in elkaar gestrengelde mensen en plantenvormen.

### De slaapkamer
Deze kamer ligt naast de woonkamer en is gedecoreerd door Giovanni Antonio Bazzi. Er zijn enkele scènes uit het leven van Alexander de Grote geschilderd. ‘Het huwelijk van Roxane en Alexander’ wordt geschouwd als Bazzi’s meesterwerk. Daarnaast heeft hij ‘Alexanders ontmoeting met de familie van de koning Darius’ uitgebeeld. Het derde werk in deze kamer, ‘Het temmen van het paard Bucephalus’, is later door iemand anders geschilderd.